# ماوگوژاتا پریتولاک
ماوگوژاتا پریتولاک (لهستانی: Małgorzata Pritulak؛ زادهٔ ۲۱ ژوئن ۱۹۴۷) بازیگر اهل لهستان است.
از فیلم‌هایی که وی در آن‌ها نقش داشته‌است، می‌توان به چگونه جنگ جهانی دوم را آغاز کردم، ترانه عاشقانه‌ای برای یانوشِک، گنج‌های پنهان، ایمان سست، درس آناتومی، اِتِـر، ترازنامه سه‌ماهه، زندگی به مثابه بیماری آمیزشی مرگبار و روشنگری اشاره نمود.